# Cerveza Póker
La Cerveza Póker, es una marca de cerveza colombiana fundada en 1929 en Manizales, producida actualmente por la Cervecería Bavaria. La Cerveza Póker es de tipo lager y tiene un grado alcohólico de 4.0° G.L. (4.0% por volumen). La receta incluye malta de cebada, agua y lúpulo. Es la cerveza más vendida en Colombia y además, la marca ha sido reconocida como una de las más valiosas de su categoría en el país. La marca ofrece además otras variantes, incluyendo Póker Pura Malta y Póker Roja.

## Historia
Fue lanzada al mercado en 1929 por La Colombiana de Cervezas, empresa constituida entre 1926 y 1928 en Manizales por los colegas Santiago Vélez, José Hoyos y Enrique Valencia, siendo una de las primeras fábricas de cerveza establecidas en el país.
Póker es una cerveza tipo lager, caracterizada por poseer un sabor amargo con un toque de sabor dulce, lo que la ha permitido consolidarse como una opción preferida por un amplio sector de consumidores. A lo largo de su trayectoria, la marca ha fortalecido su posición en el mercado colombiano, destacándose por su sabor accesible, estrecha vinculación con la cultura popular y el entretenimiento. La marca ha reforzado su identidad como símbolo de amistad, camaradería y buenos momentos.
Actualmente, la Cerveza Póker es producida por Bavaria, la mayor compañía cervecera de Colombia, quién adquirió La Colombiana de Cervezas a mediados del siglo XX. La marca mantiene presencia en eventos deportivos y culturales.

## Variantes

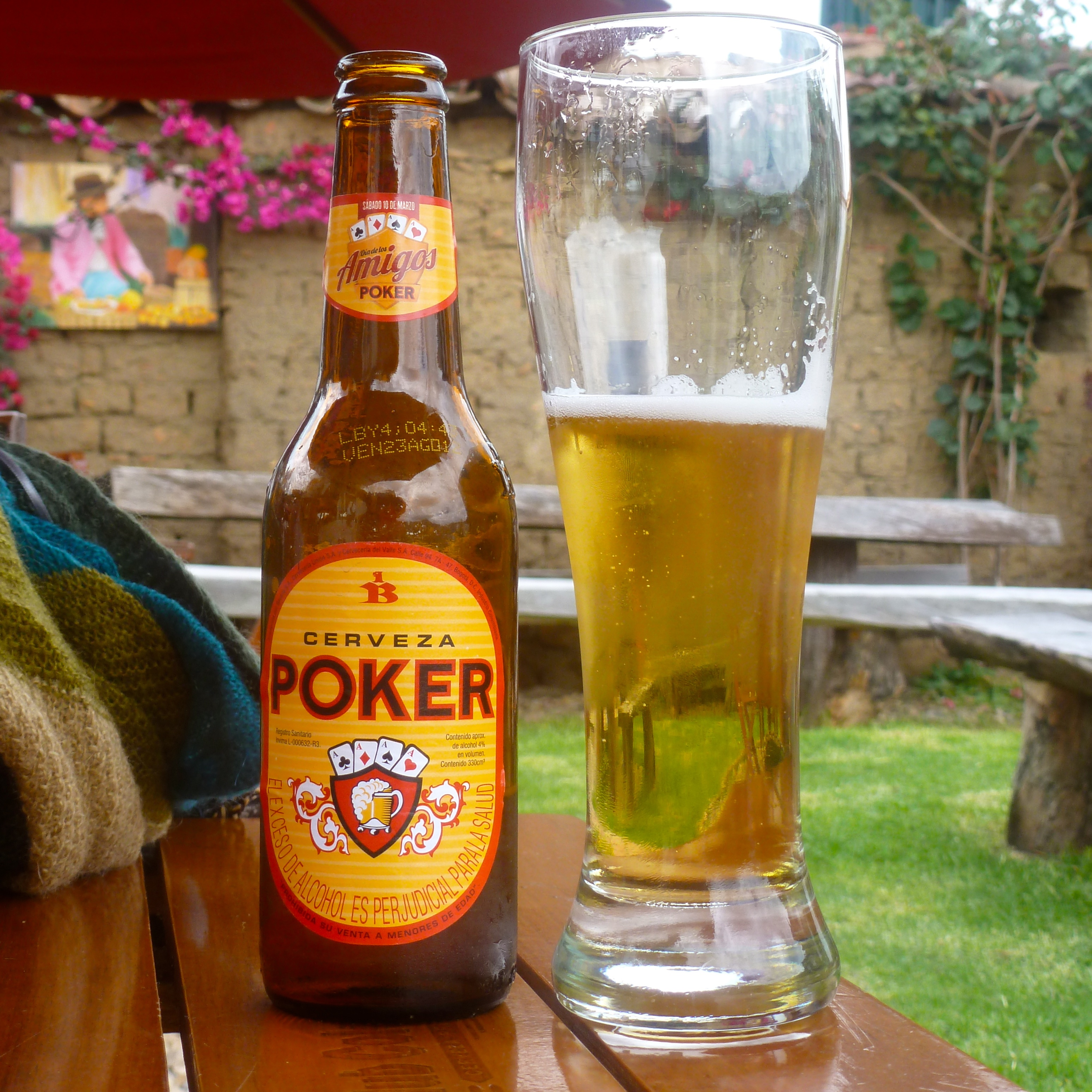
Botella y vaso de cerveza Póker.

| Variantes        | Características | Graduación alcohólica |
| ---------------- | --- | --------------------- |
| Póker Clásica    | Cerveza tipo lager elaborada con malta de dos hileras y dos variedades de lúpulo. Caracterizada por su sabor amargo con un toque de sabor dulce.                            | 4.0%                  |
| Póker Pura Malta | Cerveza tipo lager que posee un balance entre sabor, cuerpo y refrescancia, hecha con 100% de cebada malteada.                                                              | 4.5%                  |
| Póker Roja       | Cerveza tipo lager elaborada con maltas acarameladas y maltas tostadas que le otorgan un ligero sabor dulce, un nivel de amargor balanceado y un característico color rojo. | 4.0%                  |

## Premios y reconocimientos
- 1 Gold Pencil en los The One Show 2023.[20]

- 1 Oro, 3 Platas y 4 Bronces en los Effie Awards Colombia 2023.[21]

- 1 Oro en los Effie Awards Colombia 2022.[22]

- 3 Oros, 2 Platas y 1 Bronce en los Effie Awards Colombia 2021.[23]

- 2 Oros y 1 Bronce en los Effie Awards Colombia 2020.[24]

- 1 Gran Effie, 2 Oros y 1 Plata en los Effie Awards Colombia 2019.[25]

- 1 Bronce en los Clio Awards 2018.[26]

- 1 Gran Effie, 2 Oros y 4 Platas en los Effie Awards Colombia 2017.[27]

- 1 Oro en los Effie Awards Colombia 2016.[28]